# Полтавська м'ясна порода
Полтавська м'ясна — порода свиней білої масті. Перша сучасна високопродуктивна м'ясна порода свиней в Україні. Затверджена наказом Міністерства сільського господарства і продовольства України № 254 від 8 вересня 1993 року. Породу використовують у системах гібридизації майже в усіх областях України. Розводиться переважно в Полтавській, Сумській, Чернівецькій, Одеській та Луганській областях.

## Історія виведення
Полтавська м'ясна порода створена протягом 1966—1992 років новим, розробленим авторами, методом складного відтворювального схрещування семи порід української і зарубіжної селекції з широким впровадженням у виробництво свиней нового генотипу.
Автори породи (науковий керівник і основний виконавець) професор Баньковський Б. В., а також вчені і виробничники Середа Н. М., Перетятько Л. Г., Рибалко В. П., Баньковська І. Б., Іващук І. С., Шестакова 3. Л., Шуст Г. А., Остапчук П. П. та інші.
Затверджена порода на базі полтавського м'ясного типу ПМ-1. Основні породи, що використовувалися  при його гібридизації — велика біла, миргородська, ландрас, п'єтрен і уессекс-седлбекська. Генеалогічна структура породи складається з восьми заводських ліній (Азбеста, Ефекта, Костра, Мустанга, Муфлона, Супутника, Прибоя і Муската) і дванадцяти родин (Бистрої, Ворскли, Говтви, Дорзи, Лонги, Пальми, Росинки, Балясної, Лігустри, Дубрави, Надьї, Поляни). Лінії і родини створювалися і вдосконалювалися на основі виявлення кращих тварин із закріпленням бажаних ознак у нащадків з урахуванням їх родинних зв'язків. Найчисленніші лінії Прибоя (23,3 %), Азбеста (19,0 %) та Муската (16,77 %) і родини Росинки (28,2 %), Бистрої (21,1 %) і Дорзи (11,6 %).

## Характеристика
Свині полтавської породи — тварини міцної конституції, з довгим широким тулубом і добре розвиненими м'ясними формами: порівняно крупні, довгі; тулуб широкий і глибокий з добре обмускуленими плечима, грудьми, прямою і широкою спиною і масивним окостом; голова легка з невеликими, ледь звислими вухами. Порівняно стресостійкі, з добре консолідованою спадковістю.
Середня жива маса свиноматки 216 кг, максимальна — 240 (за іншими даними 230—260 кг). Довжина тулуба 167 см (максимальна — 175). Дорослі кнури-плідники мають живу масу 300—350 кг, довжину тулуба 180—188 см. Продуктивність свиноматок: багатоплідність — 10,4-11,6 поросяти, молочність — 52-59 кг, маса гнізда у два місяці — 185—240 кг. Відгодівельні та м'ясні якості: вік досягнення маси 100 кг — 175—206 днів, середньодобові прирости — 690—870 г, вихід м'яса в туші — 60-63 %, товщина шпику на рівні 6-7 ребер — 22-28 мм.